# James Edward Collin
James Edward Collin (16 de marzo de 1876, Kirtling – 16 de septiembre de 1968) fue un entomólogo inglés, especializado en Diptera.
Fue el autor de Empididae. Moscas británicas, v. 6. Prensa universitaria, Cambridge (1961). Ese fue el tercer volumen en una serie incompleta empezada por su tío George Henry Verrall.
Collin escribió extensamente en Diptera de más familias de Diptera (exceptuando aquellos en Nematocera). Los especímenes recogidos por Collin y su tío Verrall se hallan en la Hope Entomological Colecciones en la Universidad de Oxford. El sitio web OUM proporciona una base de datos de nuevas especies descriptas.
Fue miembro del Real Entomological Sociedad y su presidente entre 1927 a 1928.

## Abreviatura (zoología)
La abreviatura Collin  se emplea para indicar a James Edward Collin como autoridad en la descripción y taxonomía en zoología.